# Rough Rock (Arizona)
Rough Rock es un lugar designado por el censo ubicado en el condado de Apache en el estado estadounidense de Arizona. En el Censo de 2010 tenía una población de 414 habitantes y una densidad poblacional de 19,94 personas por km².

## Geografía
Rough Rock se encuentra ubicado en las coordenadas 36°24′38″N 109°52′9″O / 36.41056, -109.86917. Según la Oficina del Censo de los Estados Unidos, Rough Rock tiene una superficie total de 33.41 km², de la cual 33.41 km² corresponden a tierra firme y (0%) 0 km² es agua.

## Demografía
Según el censo de 2010, había 414 personas residiendo en Rough Rock. La densidad de población era de 19,94 hab./km². De los 414 habitantes, Rough Rock estaba compuesto por el 2.17% blancos, el 0.24% eran afroamericanos, el 95.65% eran amerindios, el 0.24% eran asiáticos, el 0% eran isleños del Pacífico, el 0.48% eran de otras razas y el 1.21% pertenecían a dos o más razas. Del total de la población el 1.45% eran hispanos o latinos de cualquier raza.